# Marco Solfrini
Marco Solfrini (Brescia, Lombardía; 30 de enero de 1958-Padua, Véneto; 24 de marzo de 2018) fue un baloncestista y medallista olímpico italiano. Con 1.96 de estatura, jugaba en la posición de alero.
Falleció el 24 de marzo de 2018 a la edad de 60 años, víctima de un ataque cardíaco.

## Equipos
- 1977-1981  Basket Brescia
- 1981-1985 Virtus Roma
- 1985-1987  A.P.U. Udine
- 1987-1990 Fabriano Basket
- 1990-1993 Mens Sana Siena

## Palmarés clubes
- Con la Virtus Roma
  - 1 LEGA 1982-83
  - 1 Euroliga 1983-84
  - 1 Copa Korac 1986.
  - 1 Copa Intercontinental 1984-1985